# Konarzewo-Reczki
Konarzewo-Reczki – osada w Polsce, w województwie mazowieckim, w powiecie ciechanowskim, w gminie Gołymin-Ośrodek. Wchodzi w skład sołectwa Konarzewo-Marcisze.
Do 2023 miejscowość była częścią wsi Konarzewo-Marcisze.
W latach 1975–1998 Konarzewo-Reczki administracyjnie należały do województwa ciechanowskiego.